# Bangsbo Hovedgård
Bangsbo Hovedgaard (tidligere også Fladstrand) er en gammel hovedgård i den sydlige ende af Frederikshavn i Frederikshavn Kommune, Flade Sogn, Horns Herred, Hjørring Amt i dag Region Nordjylland).
Bangsbo Hovedgård nævnes første gang i et brev af 13. april 1364 . Siden er den talrige gange revet ned og bygget op igen, og hele 49 gange er der udfærdiget et nyt ejerbrev. Den nuværende hovedbygning er ca. 250 år gammel.
Den stråtækte højremslade med bindingsværk er fra 1580'erne. Bygningerne er omgivet af middelalderlige voldgrave.
I dag huser bygningerne Bangsbo Museum.

## Ejere
- 1364 væbner Jens Nielsen Værkmester
- 1405 Børglum Kloster
- 1536 Kronen
- 1573 Otte Banner til Asdal
- 1585 Ingeborg Skeel til Voergaard
- 1604 Otte Skeel til Hammelmose
- 1634 Birgitte Lindenov
- 1648 Christen Ottesen Skeel til Hammelmose
- 1670 Holger, Albert og Otte Bille
- 1671 Otte Bille
- 1674 Henrik, Steen, Chr. Fr. og Otte Bille
- 1692 Henrik Bille
- 1704 Otte Arenfeldt til Knivholt
- 1720 Lage Beck Arenfeldt
- 1736 Anne Sophie Pax til Sæbygaard
- 1744 Jens Nielsen Møller
- Lorents Simonsen Klitgaard
- ca 1788 Jens Klitgaard og Cecilie Lassen
- 1810 Marie Elisabeth v. Angersbach (f. komtesse Knuth)
- 1812 Johs. Møller
- 1834 Hans August Bie
- 1849 Caroline Bie, Laurine Bie og Adolphine Bie
- 1852 Engelbrecht Ferdinand Michaelsen
- 1854 Dietrich Gørtz
- 1874 Lauritz Chr. Nyholm
- 1884 Carl Vilh. Theodor Heiberg (fæstegods Poul Knudsen)
- 1891 Johan Knudsen
- 1909 Konsortium i Frederikshavn
- 1910 P. Jensen
- 1912 W. Jørgensen
- 1917 E. M. Pay
- 1918 Olaf Bigler og Ellen Ferslev[1][2]
- E. M. Pay
- 1919 Chr. Nielsen
- 1923 Holger Nathanael Smidt
- 1925 N. A. Sørensen
- Jydsk Land-Hypotekforening
- 1928 Heinrich Kauffmann baron Haxthausen
- 1939 Gunnar Eigil Christensen
- 1941 Knud Normann Petersen
- 1945 Frederikshavns Kommune [3]